# Taraxacum lineare
Taraxacum lineare là một loài thực vật có hoa trong họ Cúc. Loài này được Vorosch. & Schaga miêu tả khoa học đầu tiên năm 1968.